# Die Gemüthlichen
Die Gemüthlichen, op. 70, är en vals av Johann Strauss den yngre. Den spelades första gången den 13 januari 1850 i danslokalen Zum Sperl.

## Historia
I och med fadern Johann Strauss den äldres död i september 1849 öppnade sig många av Wiens nöjesetablissemang för sonen Johann Strauss den yngre. Förut hade han sökt uppskattning hos ungdomen och etniska minoriteter med sin dansmusik, men han insåg nu att hans kompositioner måste tilltala människor i alla åldrar och samhällsklasser om han skulle bli erkänd som sin faders rättmätige arvtagare. Till öppnandet av det nya årets musiksäsong på danslokalen Zum Sperl komponerade han en ny vals som han kallade för Echte Sperlianer och som var tillägnad lokalens stamgäster. När valsen publicerades senare samma år ändrades titeln till det mer vaga Die Gemüthlichen. Därmed ville Strauss vinna över alla besökare som förut hade tillhört faderns beundrarkrets och som i den unge Strauss såg orsaken till stridigheterna mellan far och son Strauss.

## Om valsen
Rent hantverksmässigt sett så var valsen helt i stil med faderns musik, folklig och gemytlig. Speltiden är ca 6 minuter och 51 sekunder plus minus några sekunder beroende på dirigentens musikaliska tolkning.

## Weblänkar
- Dynastin Strauss 1850 med kommentarer om Die Gemüthlichen.
- Die Gemüthlichen i Naxos-utgåvan.